# 1992 في إسرائيل
فيما يلي قوائم الأحداث التي وقعت خلال عام 1992 في إسرائيل.

## أحداث
- 13 ديسمبر – عملية أسر الجندي نسيم تولدانو

## سياسة

### تعيين في المنصب
- 3 فبراير – صالح طريف عضو الكنيست [الإنجليزية]‏،عضو الكنيست [الإنجليزية]‏.
- 9 مارس – شولاميت ألوني عضو الكنيست [الإنجليزية]‏،عضو الكنيست [الإنجليزية]‏.
- 14 أبريل – ليمور ليفنات عضو الكنيست [الإنجليزية]‏.
- 13 يوليو – أرييه درعي عضو الكنيست [الإنجليزية]‏.
- 13 يوليو – أفنير شاكي عضو الكنيست [الإنجليزية]‏.
- 13 يوليو – ألكس جولدفارب عضو الكنيست [الإنجليزية]‏.
- 13 يوليو – أمنون روبنشتاين وزير الطاقة الإسرائيلي  [لغات أخرى]‏.
- 13 يوليو – أوري أور عضو الكنيست [الإنجليزية]‏.
- 13 يوليو – افرايم سنيه عضو الكنيست [الإنجليزية]‏.
- 13 يوليو – اليعازر ساندبرج عضو الكنيست [الإنجليزية]‏.
- 13 يوليو – إسحاق رابين رئيس وزراء إسرائيل، وزير الدفاع الإسرائيلي  [لغات أخرى]‏، عضو الكنيست [الإنجليزية]‏.
- 13 يوليو – إيهود أولمرت عضو الكنيست [الإنجليزية]‏.
- 13 يوليو – بنيامين نتانياهو عضو الكنيست [الإنجليزية]‏.
- 13 يوليو – بيني بيغن عضو الكنيست [الإنجليزية]‏.
- 13 يوليو – تساحي هنغبي عضو الكنيست [الإنجليزية]‏.
- 13 يوليو – توفيق زياد عضو الكنيست [الإنجليزية]‏.
- 13 يوليو – حاييم رامون عضو الكنيست [الإنجليزية]‏، وزير الصحة  [لغات أخرى]‏.
- 13 يوليو – داليا إيتسيك عضو الكنيست [الإنجليزية]‏.
- 13 يوليو – دان مريدور عضو الكنيست [الإنجليزية]‏.
- 13 يوليو – رفائيل إيتان عضو الكنيست [الإنجليزية]‏.
- 13 يوليو – سيلفان شالوم عضو الكنيست [الإنجليزية]‏.
- 13 يوليو – شلومو بوحبوت عضو الكنيست [الإنجليزية]‏.
- 13 يوليو – عمير بيرتز عضو الكنيست [الإنجليزية]‏.
- 13 يوليو – مردخاي غور عضو الكنيست [الإنجليزية]‏،Deputy Minister of Defense ‏.
- 13 يوليو – ناعومي حزان عضو الكنيست [الإنجليزية]‏.
- 14 يوليو – شمعون بيريز وزير الخارجية الإسرائيلي  [لغات أخرى]‏.
- 4 أغسطس – نواف مصالحة نائب لوزيرالصحة.
- 4 أغسطس – يوسي بيلين نائب وزير الخارجية ‏.

### انتهاء فترة المنصب
- 21 يناير – رحبعام زئيفي وزير بدون حقيبة وزارية.
- 21 يناير – يوفال نئمان وزير الطاقة الإسرائيلي  [لغات أخرى]‏.
- 3 فبراير – عيزر فايتسمان عضو الكنيست [الإنجليزية]‏.
- 9 مارس – شولاميت ألوني عضو الكنيست [الإنجليزية]‏،عضو الكنيست [الإنجليزية]‏.
- 13 يوليو – أفنير شاكي عضو الكنيست [الإنجليزية]‏.
- 13 يوليو – أهارون أبوهاتزيرا عضو الكنيست [الإنجليزية]‏.
- 13 يوليو – أوفاديا إيلي Deputy Minister of Defense ‏.
- 13 يوليو – إسحاق رابين عضو الكنيست [الإنجليزية]‏.
- 13 يوليو – إسحاق شامير رئيس وزراء إسرائيل.
- 13 يوليو – إسحاق موداعي عضو الكنيست [الإنجليزية]‏.
- 13 يوليو – إسحاق نافون عضو الكنيست [الإنجليزية]‏.
- 13 يوليو – إيهود أولمرت عضو الكنيست [الإنجليزية]‏، وزير الصحة  [لغات أخرى]‏.
- 13 يوليو – بنيامين نتانياهو عضو الكنيست [الإنجليزية]‏.
- 13 يوليو – بيني بيغن عضو الكنيست [الإنجليزية]‏.
- 13 يوليو – تساحي هنغبي عضو الكنيست [الإنجليزية]‏.
- 13 يوليو – حاييم بارليف عضو الكنيست [الإنجليزية]‏.
- 13 يوليو – حاييم رامون عضو الكنيست [الإنجليزية]‏.
- 13 يوليو – دافيد ليفي نائب رئيس الوزراء ‏.
- 13 يوليو – دان مريدور عضو الكنيست [الإنجليزية]‏.
- 13 يوليو – رفائيل إيتان عضو الكنيست [الإنجليزية]‏.
- 13 يوليو – رؤوفين ريفلين عضو الكنيست [الإنجليزية]‏.
- 13 يوليو – شوشانا أربيلي ألموزلينو عضو الكنيست [الإنجليزية]‏.
- 13 يوليو – صالح طريف عضو الكنيست [الإنجليزية]‏.
- 13 يوليو – عمير بيرتز عضو الكنيست [الإنجليزية]‏.
- 13 يوليو – محمد ميعاري عضو الكنيست [الإنجليزية]‏.
- 13 يوليو – محمد نفاع عضو الكنيست [الإنجليزية]‏.
- 13 يوليو – مردخاي غور عضو الكنيست [الإنجليزية]‏.
- 13 يوليو – موشيه آرنز وزير الدفاع الإسرائيلي  [لغات أخرى]‏، عضو الكنيست [الإنجليزية]‏.
- 13 يوليو – موشيه غافني عضو الكنيست [الإنجليزية]‏.

## مواليد

### فبراير
- 10 فبراير – أمير أغاييف لاعب كرة قدم إسرائيلي.

### مارس
- 4 مارس – شادي شعبان لاعب كرة قدم إسرائيلي.

### مايو
- 14 مايو – مؤنس دبور لاعب كرة قدم إسرائيلي.

### يونيو
- 21 يونيو – طالب طواطحة لاعب كرة قدم إسرائيلي.

## وفيات

### أكتوبر
- 11 أكتوبر – إغناطيوس غطاس (مواليد 1920) قس من الولايات المتحدة الأمريكية.